# Giacomo Rospigliosi
Giacomo ou Jacopo Rospigliosi (1628 - 2 de fevereiro de 1684) foi um cardeal católico romano italiano.

## Biografia
Nascido em Pistoia , era filho de Camillo Rospigliosi e Lucrezia Cellesi, tornando-o irmão do cardeal Felice Rospigliosi, sobrinho de Giulio Rospigliosi (depois Papa Clemente IX ), primo do cardeal Carlo Agostino Fabroni, tio do cardeal Antonio Banchieri e grande Tio do cardeal Flavio Chigi, Jr.. Ele estudou com os jesuítas em Salamanca e se formou em utroque jure em 1649.
Ele foi para Roma em 1643 e depois retornou à Espanha com seu tio Giulio, que era então núncio papal no Reino da Ibéria . Ele foi enviado em missões diplomáticas para Paris e Flandres e mais tarde tornou-se prefeito do Tribunal da Assinatura Apostólica em dezembro de 1667. Ele foi feito cardeal no consistório de 12 de dezembro de 1667 por seu tio, que agora era papa, com o título de Cardeal Sacerdote de San Sisto, que ele manteve até 1672, quando escolheu Santi Giovanni e Paolo como seu titulus.
Em 1667 tornou-se Arcipreste da Basílica da Libéria , um papel que ele manteve até a sua morte. Ele também serviu como governador de Fermo , Tivoli e Capranica e de 1668 a 1680 foi amarrado a Avignon . Ele participou dos conclaves papais de 1669-70 e 1676 . Em 1680 ele se tornou camerlengo do Colégio dos Cardeais. Ele morreu em Roma e foi enterrado na Basílica de Santa Maria Maggiore